# Family Circle Cup 1985
Il Family Circle Cup 1985 è stato un torneo di tennis giocato sulla terra verde.
È stata la 13ª edizione del Family Circle Cup, che fa parte del Virginia Slims World Championship Series 1985.
Si è giocato al Sea Pines Plantation di Hilton Head Island negli Stati Uniti dall'8 al 14 aprile 1985.

## Campionesse

### Singolare
Chris Evert ha battuto in finale  Gabriela Sabatini con il punteggio di 6–4, 6–0

### Doppio
Rosalyn Fairbank /  Pam Shriver hanno battuto in finale  Svetlana Černeva /  Larisa Neiland con il punteggio di 6–4, 6–1